# El mag (pel·lícula de 1978)
El mag (títol original: The Wiz) és una pel·lícula musical estatunidenca de Sidney Lumet, estrenada el 1978, adaptació de la comèdia musical homònima, creada al Majestic Theatre de Broadway el 1975. Ha estat doblada al català.

## Argument
En aquesta versió pop d'El mag d'Oz', Dorothy és una jove molt tímida que treballa a Harlem com a professora de guarderia. Mentre busca el seu gos Toto, que s'ha perdut durant un torb, es veu transportada a un món meravellós seguint un camí de rajoles grogues.

## Repartiment
- Diana Ross: Dorothy
- Michael Jackson: Scarecrow
- Nipsey Russell: Tinman
- Ted Ross: Lion / Fleetwood
- Mabel King: Evillene
- Theresa Merritt: Tia Emma
- Thelma Carpenter: Miss One
- Lena Horne: Glinda the Good
- Richard Pryor: El mag / Herman Smith
- Stanley Greene: Oncle Henry
- Clyde J. Barrett: Mendicant del metro
- Derrick Bell: The Four Crows
- Roderick-Spencer Sibert: The Four Crows
- Kashka Banjoko: The Four Crows
- Ronald « Smokey » Stevens: The Four Crows

## Cançons de la pel·lícula
- Ease on Down the Road
- You Can't Win
- He's the Wizard of Oz
- Be a Lion
- Brand New Day
- Tinman's Song
- Home
- Believe in Yourself
- Slide Some Oil to Me
- What Would I Do If I Could Feel

## Premis i nominacions
Nominacions
- Oscar al millor vestuari: Tony Walton
- Oscar a la millor fotografia: Oswald Morris
- Oscar a la millor banda sonora: Quincy Jones

## Producció
Produïda per la divisió cinematogràfica de Motown, la pel·lícula dona el papers protagonistes a Michael Jackson i a Diana Ross. L'únic membre important del repartiment d'origen és Mabel King. La música de Charlie Smalls és complementada per composicions originals o els arranjaments de Quincy Jones, Nick Ashford i Valerie Simpson.

## Rebuda
La pel·lícula ha decebut els fans de la comèdia musical, sobretot el seu repartiment oportunista que eliminava llegendes de Broadway com Hinton Battle. El seu important pressupost (24 milions de dòlars, gairebé dues vegades més que el pressupost de Star Wars, estrenada l'any precedent) i la seva recaptació mediocre (13 milions de dòlars) n'han fet un «fracàs», que es veu amb un punt de nostàlgia.